# Вежа Реформатора
Вежа Реформатора — вежа висотою 75 метрів, побудована з оцинкованої сталі в м Гватемала (перехрестя 7-й авеню і 2-й вулиці Зони 9).
Вежа була споруджена в 1935 році в ознаменування 100-річчя від дня народження Хусто Руфіно Барріоса, який був президентом Гватемали і провів численні реформи. Нижня частина вежі — точна копія нижньо частини Ейфелевої вежі. Спочатку на вершині вежі знаходився дзвін, але в 1986 році його замінили рефлектором.
З моменту відкриття вежа знаходиться на одному і тому ж місці: перехрестя бульвару 15 вересня і вулиці Генерала Мігеля Гарсіа Гранадос, в даний час 7-а авеню і 2-я вулиця Зона 9. На його опорній плиті було написано:
Пам'ятна вежа 19 липня заввишки 75 метрів (пізніше перейменована в Вежу Реформатора, Torre del Reformador) була відкрита 19 липня 1935 року генералом Хорхе Убіко Кастаньєда в ознаменування сторіччя з дня народження генерала Хусто Руфіно Барріоса.
Вежа реформатора була виготовлена в Сполучених Штатах Америки і зібрана інженером Артуро Бікфордом, мером міста в той час. Уряд Бельгії подарував дзвін, який був підвішений всередині конструкції. Маяк, а також освітлення та оснащення її заснування були виготовлені приватною компанією.